# Mulieng Manyang
Mulieng Manyang is een bestuurslaag in het regentschap Aceh Utara van de provincie Atjeh, Indonesië. Mulieng Manyang telt 503 inwoners (volkstelling 2010).